# Liste des séries de jeux vidéo les plus vendues
Cet article dresse la liste des séries de jeux vidéo les plus vendues dans l'histoire du jeu vidéo à travers le monde.

## Liste des séries de jeux vidéo les plus vendues
Nintendo est l'éditeur ayant vendu le plus de jeux vidéo au monde.
| Rang | Franchise            | Ventes | Éditeur                                                                                       |
| ---- | -------------------- | --- | --------------------------------------------------------------------------------------------- |
| 1    | Mario                | 925,41 millions[réf. nécessaire] - Super Mario : 430 millions (16 octobre 2024) - Mario Kart : 159,82 millions (30 septembre 2021)[source insuffisante] - Mario Party : 55,67 millions (23 février 2021)[source insuffisante] - Mario Sports : 32,36 millions (21 février 2020) 1. Mario Tennis : 15,24 millions (4 novembre 2020)[source insuffisante] 2. Mario Golf : 9,87 millions (21 février 2020)[source insuffisante] 3. Mario Strikers : 4,20 millions (21 février 2020)[source insuffisante] 4. Mario Baseball : 3,37 millions (21 février 2020)[source insuffisante] - Mario et Sonic aux Jeux olympiques : 25,67 millions (11 mars 2020) - Paper Mario : 12,80 millions (4 novembre 2020)[source insuffisante] - Mario & Luigi : 12,17 millions (21 février 2020)[source insuffisante] - Mario vs Donkey Kong : 5,87 millions (22 février 2020)[source insuffisante] | Nintendo et Sega pour Mario et Sonic aux Jeux olympiques                                      |
| 2    | Tetris               | 520 millions (octobre 2023) | Divers                                                                                        |
| 3    | Call of Duty         | 500 millions (octobre 2024) | Activision                                                                                    |
| 4    | Pokémon              | 489 millions (mai 2025) | Nintendo, The Pokemon Company                                                                 |
| 5    | Grand Theft Auto     | 450 millions (31 mars 2025) | Rockstar Games                                                                                |
| 6    | FIFA                 | 325 millions (février 2021) | Electronic Arts                                                                               |
| 7    | Minecraft            | 300 millions (octobre 2023) | Mojang, Xbox Game Studios                                                                     |
| 8    | Les Sims             | 200 millions (mai 2016) | Electronic Arts                                                                               |
| 8    | Assassin's Creed     | 200 millions (septembre 2022) | Ubisoft                                                                                       |
| 8    | Final Fantasy        | 200 millions (mars 2025) | Square Enix                                                                                   |
| 8    | Lego                 | 200 millions (Juillet 2019) | Warner Bros. Games                                                                            |
| 12   | Wii                  | 197,19 millions (septembre 2018) | Nintendo                                                                                      |
| 13   | The Legend of Zelda  | 170,912 (juin 2025)[source insuffisante] - Série principale : 158,83 millions - Hors-série : 12,082 millions 1. Freshly-Picked Tingle's Rosy Rupeeland : 0,234 million 2. Link's Crossbow Training : 5,79 millions 3. Irozuki Tingle no Koi no Balloon Trip : 0,108 million 4. Hyrule Warriors : 1,95 million 5. Hyrule Warriors : L'Ère du Fléau : 4 millions | Nintendo et Koei Tecmo au Japon pour Hyrule Warriors et Hyrule Warriors : L'Ère du Fléau      |
| 14   | Resident Evil        | 170 millions (31 mars 2025) | Capcom                                                                                        |
| 15   | NBA 2K               | 160 millions (31 mars 2025) | 2K Games                                                                                      |
| 16   | Need for Speed       | 150 millions (février 2023)[source insuffisante] | Electronic Arts                                                                               |
| 17   | Madden NFL           | 130 millions (août 2018) | Electronic Arts                                                                               |
| 18   | Tom Clancy's         | 122 millions, | Ubisoft                                                                                       |
| 19   | Monster Hunter       | 120 millions (31 mars 2025) | Capcom                                                                                        |
| 20   | Pro Evolution Soccer | 112,5 millions (31 décembre 2022) | Konami                                                                                        |
| 21   | Sonic                | 112,11 millions (31 mars 2025) | Sega                                                                                          |
| 22   | Mortal Kombat        | 100 millions (mai 2025) | Midway Games (1992-2009), Warner Bros. Games (2009-présent)                                   |
| 22   | Red Dead             | 100 millions (31 mars 2025) | Rockstar Games                                                                                |
| 22   | Tomb Raider          | 100 millions (octobre 2024) | Square Enix                                                                                   |
| 25   | Borderlands          | 93 millions (31 mars 2025) | 2K Games                                                                                      |
| 26   | Dragon Quest         | 91 millions (15 octobre 2024) | Square Enix                                                                                   |
| 27   | Gran Turismo         | 90 millions (16 novembre 2022) | Sony Computer Entertainment                                                                   |
| 28   | Animal Crossing      | 82,95 millions | Nintendo                                                                                      |
| 29   | Halo                 | 81 millions (novembre 2021) | Xbox Game Studios                                                                             |
| 30   | God of War           | 80 millions (1er février 2023) | Sony Computer Entertainment                                                                   |
| 30   | Just Dance           | 80 millions (novembre 2022) | Ubisoft                                                                                       |
| 32   | Civilization         | 76 millions (31 mars 2025) | 2K Games                                                                                      |
| 33   | PUBG                 | 75 millions (décembre 2021) | PUBG Corporation                                                                              |
| 33   | The Witcher          | 75 millions (mai 2023) | CD Projekt                                                                                    |
| 33   | Worms                | 75 millions (mars 2020) | Divers                                                                                        |
| 36   | Donkey Kong          | 71,42 millions (février 2018) | Nintendo                                                                                      |
| 37   | Battlefield          | 70,90 millions (23 février 2020),[source insuffisante] | Electronic Arts                                                                               |
| 38   | WWE 2K               | 70 millions (2 mars 2020)[source insuffisante] | 2K Games                                                                                      |
| 39   | Counter-Strike       | 65 millions (19 février 2020)[source insuffisante] | Valve                                                                                         |
| 39   | The Oregon Trail     | 65 millions (janvier 2011) | MECC                                                                                          |
| 41   | Super Smash Bros.    | 64,1 millions (31 décembre 2020)[source insuffisante] | Nintendo                                                                                      |
| 42   | Metal Gear           | 62,9 millions (mars 2025) | Konami                                                                                        |
| 43   | Terraria             | 60,7 millions (octobre 2024) | Re-Logic, 505 Games Spike Chunsoft au Japon                                                   |
| 44   | Crash Bandicoot      | 60 millions, | Sony Computer Entertainment (1996–2000), Vivendi Games (2001–2007), Activision (2008–présent) |
| 45   | Dragon Ball          | 59 millions (23 février 2021)[source insuffisante] | Bandai Namco                                                                                  |
| 46   | The Elder Scrolls    | 58,62 millions (4 mars 2020)[source insuffisante] | Bethesda Softworks                                                                            |
| 47   | Tekken               | 57 millions (mars 2024) | Bandai Namco                                                                                  |
| 48   | Street Fighter       | 56 millions (31 décembre 2024) | Capcom                                                                                        |
| 49   | Human: Fall Flat     | 55 millions (janvier 2025) | Curve Games                                                                                   |
| 50   | Bejeweled            | 50 millions (février 2010) | PopCap Games                                                                                  |
| 50   | Far Cry              | 50 millions (février 2019) | Ubisoft                                                                                       |